# Касапава (футболист)
Луи́с Ка́рлос Ме́ло Ло́пес, более известный по прозвищу Касапа́ва (порт. Cláudio Olinto de Carvalho; Caçapava; 24 декабря 1954, Касапава-ду-Сул, штат Риу-Гранди-ду-Сул — 27 июня 2016, там же) — бразильский футболист и тренер. Наиболее известен по выступлениям за «Интернасьонал» и «Коринтианс» в 1970-е — начале 1980-х годов. Выступал за сборную Бразилии.

## Биография
Родился в 240 км от Порту-Алегри — в небольшом городе Касапава-ду-Сул. Начал играть в футбол в местной команде «Гаушу», а в 1972 году получил приглашение от одного из грандов бразильского футбола «Интернасьонала». Там молодой полузащитник получил прозвище в честь родного города, и в том же году дебютировал в основе. Касапава стал частью одного из сильнейших составов в истории клубного бразильского футбола — «Интер» в 1970-е годы трижды выигрывал чемпионат Бразилии, и Касапава был причастен к двум этим победам — 1975 и 1976 годов. Кроме того, с «колорадос» он четыре раза выигрывал чемпионат штата Риу-Гранди-ду-Сул.
Выполнял много грязной, черновой работы, отличаясь хорошими физическими данными, скоростью, цепкостью в отборе мяча, но сравнительно скромной технической подготовкой. Благодаря ему «развязывались руки» у полузащитников-созидателей «Интера» — Карпежиани, Батисты, а также у Фалькао, который стал одним из лучших друзей Касапавы.
В 1979 году перешёл в «Коринтианс» как часть трансферной сделки между клубами. Опытный полузащитник хорошо подошёл «тимау» и был тепло встречен болельщиками клуба. На протяжении трёх лет Касапава, как правило, имел статус игрока основы «алвинегрос», с которыми в 1979 году выиграл Лигу Паулисту.
В 1982 году перешёл в «Палмейрас», но многочисленные травмы и проблема с контролем веса помешали игроку успешно играть за «вердау». Впоследствии Касапава сменил ещё четыре клуба, и завершил карьеру в 1987 году в «Форталезе».
В 1976—1977 годах сыграл четыре матча за сборную Бразилии.
После завершения карьеры футболиста занялся преподавательской и тренерской деятельностью. В 1990-е годы непродолжительное время возглавлял в качестве тренера две команды из Терезины — «Ривер» и «Фламенго». В начале 2000-х он стал профессором футбольной школы «25-го Батальона охотников» — воинской части Сухопутных войск Бразилии, которая расположена на границе Терезины (штат Пиауи) и Тимона (штат Мараньян).
В 2006 году вошёл в тренерский штаб «Пиауи», а затем вернулся в Порту-Алегри, где стал работать с молодёжными составами «Интера».

## Титулы и достижения
- Чемпион штата Сан-Паулу (1): 1979
- Чемпион штата Риу-Гранди-ду-Сул (4): 1974, 1975, 1976, 1978
- Чемпион штата Сеара (1): 1984
- Чемпион Бразилии (2): 1975, 1976
- Участник символической сборной чемпионата Бразилии (Серебряный мяч) (1): 1978